# 茅原南龍
茅原 南龍（ちはら なんりゅう、1939年〈昭和14年〉3月31日-）は、   沖縄県石垣市出身の書家。本名は茅原 善元（ちはら ぜんげん）。

## おもな受賞歴
- 1995年　第18回琉球新報活動賞
- 1998年　第32回沖縄タイムス芸術選賞
- 1999年　日本書芸院 史邑賞
- 2001年　那覇市制施行80周年記念 伝統・文化功労部門特別表彰
- 2003年　日展第33回第五科 特選（沖縄県史上初）
- 2008年　沖縄県文化功労者（芸術文化）
- 2008年　第24回八重山毎日文化賞 正賞
- 2009年　7月10日 石垣市市民栄誉章（歴代4人目[2]）
- 2010年　島袋光裕藝術文化賞
- 2011年　第47回琉球新報賞（文化・芸術功労）
- 2012年　平成24年度 文化庁長官表彰（沖縄県書道史上初）
- 2015年　平成27年度 沖縄県功労者表彰　（文化・学術部門）※表彰式11月3日（火）文化の日
- 2016年　平成28年度 糸満市市制45周年 教育文化功労　受章　12月1日
- 2018年　平成30年度 春の叙勲 旭日双光章受章（地方文化功労）伝達式・拝謁　5月11日

## 役職
- 日展会友（特選1回・入選30回 2018年現在）
- 読売書法会理事
- 日本書芸院参事
- 沖展審査員
- 沖縄タイムス芸術選賞書道部門選考委員
- 沖縄県書道美術振興会常任顧問
- 沖縄県芸術文化祭書道部門審査員
- 沖縄書法会々長
- 茅原書藝會主宰
- 鵬成会会長

## 経歴
- 1960年　渡辺泰山 通信講座受講
- 1964年　日本習字宗師 原田観峰に師事
- 1982年　墨滴会会長 廣津雲仙に師事
- 2003年　日本芸術院会員 村上三島の薫陶を受ける

### 活動
- 筆感謝の碑 2023年11月23日建立・除幕 (那覇市奥武山公園内沖宮隣接地) 「すべての人々が日頃親しみ使う筆記用具の有難さと価値感。その甲斐は人々の成長を促し尊い人材を育み未来を築く」中略「文字を敬筆と書に関わる人生行路の諸人に、また篤行厚き御芳情賜りました皆様に幸運を斎し弥栄を祈り貢献資することを信じ此に筆感謝の碑を建立する」併設の筆の日制定意義銘板より抜粋。石材には、郷里石垣島より沖縄県最高峰の於茂登岳産を使用。製作・設置は、沖縄関ケ原石材が採石から一貫して担当した。
- 筆「手書き文字」の日  2021年11月23日制定 「筆をとり、文字をしたためる」日本人が受け継いできた美しい文化を次世代に受け継ぎ、より発展洗練させていくという書家 茅原南龍の呼びかけに超党派の国会議員により実現した沖縄発の記念日である。

- 1985年(昭和60年)10月  渡嘉敷小学校より「小学校めぐり」実技講習会をはじめる。2011年現在、64校を上る実技・講演を実施。
- 幼少期からの体験型教育の大切さを説き、地元、離島地域をはじめ他府県にて講演・指導を行う。
- 「新春1,000人かきぞめ席書大会」にて大揮毫を披露。沖縄県那覇市の新春恒例行事となり作品審査委員長を務める。

- 率いる茅原書藝會（ちはらしょげいかい）の門弟会員は、全国に約6,000名の会員実績を誇る。一般社団法人化 2023年9月7日
- 毎年3月の師範免許授与・学生八段認定証授与式では、高校生からシルバー世代まで幅広い層が誕生している。
- 全国区大会の成田山全国競書大会にて小・中・高生から特別賞受賞者を輩出。日本代表団の一員として中国文化交流への派遣を行う（2018年現在、歴代20名の派遣実績）。
- 全国区組織・鵬成会（ほうせいかい）がある。書のプロ育成、普及活動を推進。2009年12月1日設立。

### おもな展覧会
- 2021年11月9日(火)～14日(日) 「耕不尽」(たがやせどもつきず) 書家 茅原南龍 書業60周年記念展 琉球新報社

- 書業50周年記念『筆魂の響き』2011年3月23日～4月3日　沖縄県立博物館・美術館
 　『筆魂の響き』東京展　2011年8月4日-8月7日　銀座かねまつホール

## 揮毫・寄贈作品
- （門標）石垣市新庁舎門標「石垣市役所」揮毫 2021年11月12日(金)落成
- （標柱）尖閣諸島行政標柱 　2021年8月23日(月)完成記者発表　魚釣島、南小島、北小島、久場島、大正島および尖閣諸島全8島(沖ノ北岩、沖ノ南岩、飛瀬を含め)を明記した石垣市建之碑の全６基
- （校訓碑）校訓「文武両道」石垣中学校創立70周年記念 2021年2月26日除幕式
- （題字）沖縄空手国際大会　第1回大会（沖縄空手会館・特別道場/沖縄県立武道館）2018年8月1日～8月7日
- （店舗ロゴ）貴竹 本格炭火焼鳥店  厳選日本酒オリジナルラベル「貴竹」揮毫 2021年1月8日
- （商品ラベル・パッケージ解釈文）「おもろ」瑞泉おもろ甕貯蔵18年古酒

古酒泡盛「おもろ」は2017年10月27日発売（初回出荷分300本限定）
- （門標）豊見城市消防本部・消防署　新庁舎　2017年
- （門標）“南ぬ島石垣空港”（ぱいぬしま いしがき くうこう）2013年3月2日除幕

（石垣空港・空港駐車場前銘板）門標の石材は、沖縄県最高峰の地元於茂登岳麓産を使用し、毛筆の持ち味を引き出す深彫加工を施している。※石垣空港ターミナル棟正面の黒色の毛筆看板は、同郷の書家 豊平峰雲作である。
- （題字）「2013全国のやいまぴとぅ大会」新石垣島空港開港記念事業　2013年3月4日～3月10日
- （御製）天皇陛下御製「ちゅら海よ願て 糸満の海に みーばいとたまん 小魚放ち」記念碑揮毫

　 第32回全国豊かな海づくり大会　美ら海おきなわ大会開催記念碑　　2013年3月16日除幕
- （門標）糸満市役所 2002年（平成14年）
- （慶祝）「南府永福」(なん ぷ えい ふく) 糸満市役所新庁舎落成記念作品 2002年（平成14年）4月23日　扁額として糸満市役所１階フロアにて常設

- （石碑）石垣市・台湾蘇澳鎮友好親善之碑　2006年
- （顕彰碑）八重山古典民謡大濱安伴生誕百年記念碑　2012年10月7日除幕
- （御製）沖縄県護国神社 天皇陛下の御製「弥勒世よ　願て揃りたる人たと戦場の跡に植ゑたん」記念碑揮毫
- （石碑）沖縄県看護学校跡地　2002年
- （社名）沖縄食糧
- （屏風）沖縄県庁知事 第1応接室「万国津梁之鐘」銘文屏風　2012年
- （門標）沖縄県産業支援センター　2001年
- （歌碑）沖縄県民の森「うんななびー」碑　1998年
- （催事ロゴ）沖縄三越　「大京都展」広告用題字　1993年頃～2014年2月第35回展迄
- （ラベル揮毫）オリオンビール　生ビール（ビンラベル）「祝い」
- （企業理念ロゴ）かりゆしホテルズ「喜璃癒志」（かりゆし）
- （題字揮毫）大相撲沖縄場所『満員御礼』を揮毫　2016年12月17日、18日開催
- （題字揮毫）2015年「大相撲沖縄場所」揮毫

標語「魂」(こころ)　を第69代横綱白鵬関と記者会見特設会場にて合作揮毫
「満員御礼」懸垂幕揮毫   大相撲沖縄場所実行委員会
冬巡業にて題字『魂』(こころ)を第69代横綱白鵬関とともに大揮毫（動画再生）
2015年8月25日（県庁1階特設記者会見場にて揮毫）記者会見で茅原南龍が題字「魂」と書く中、
最後の部分”ム”を白鵬関が担い、観衆見守る中、場所の安全と成功祈願を込め、勢いよくー点を打ち完成した
唯一無二の入魂文字である。以降、茅原南龍と白鵬関奇跡の合作「魂」は沖縄場所の顔(ロゴ)として沖縄場所の広告媒体や記念品に使用されている。
後に沖縄場所会場内「満員御礼」懸垂幕を揮毫。
- （優勝祈念奉納寄贈作品）プロ野球団読売巨人軍 優勝祈念奉納・沖の宮

2012年、2013年、2014年、2015年、2016年、2017年、2018年、2019年、2020年、2021年、2022年、2023年
- （顕彰碑）大濱安伴生誕 百年顕彰碑 2012年10月7日建立

- （記念碑）蘇澳鎮(スオウチン) 石垣市 友好親善之碑 2005年6月9日建立　2021年石垣市新庁舎駐車場北側に移設

- （顕彰碑）国立劇場おきなわ 記念碑揮毫  2004年建立  組踊公園内 野外舞台壁面”組踊り先達顕彰碑” ”御製碑”
- （記念碑）宮良長包生誕地 石垣市教育委員会 2003年6月建立
- （頌徳碑）国場幸太郎　1989年
- （石碑）鳩間島沿革の碑　1987年
- （銘板）石垣島 「赤馬の碑」台座部分の銘板
- （屏風）九州・沖縄サミット会場　万国津梁館（貴賓室）「万国津梁」銘文屏風　2000年
- （歌碑）宮良長包生誕の地　2002年
- （企業毛筆ロゴ）琉球放送 2023令和５年末迄使用　※原本は、毛筆で楷書縦書きのみである。同局番組、Webサイトの横文字表記は、放送局独自に切り貼り、字詰処理の上使用していた。

　　他（敬称略・順不同）

## メディア

### テレビ
- 【題字揮毫】沖縄テレビ(OTV) ドキュメント「山中貞則～耕せども尽きず」2022年10月2日（日）13時00分放送　番組タイトル揮毫

- 【美術セット扁額揮毫】NHK大河ドラマ「琉球の風」　1993年1月10日～6月13日放送

琉球王朝時代の建物を再現したオープンセットにて柱聯(ちゅうれん:門柱左右文)や扁額の一部「天妃宮」を揮毫。琉球建築様式赤瓦屋根の建物と扁額は複数あり、放送前年の1992年。県内の代表的な書家が選ばれ分担して揮毫した歴史的な沖縄書家の合作でもある。※現在、沖縄県読谷村のテーマパーク体験王国「むら咲村」施設として現存。劣化が著しい状態であり随所に修繕・保存対策が必要である。(2023年現在)

### 出 演
- 【出演・実技指導】番組「ぐしけんさん」(沖縄テレビ)　新たな趣味を見つけよう！第２弾 書道の魅力をご紹介！と題して同郷の元WBA世界ライトフライ級王者の具志堅用高氏と初共演。書の基本からマンツーマンで学び。自身の抱負を込め「一生”拳”命」と書き上げる。2024令和6年1月7日(日)放送 　Youtube期間限定見逃し配信
- 【対談】石垣市新庁舎記念 開庁特別対談  書家 茅原南龍、建築家 隈研吾、中山義隆石垣市長（石垣ケーブルテレビ）

2021年12月7日（火）19:30～20:00放送
- 【監修・実技指導出演】「楽しい書写」1992年4月-9月放送(沖縄テレビ)

　1992年放送当時、民放初の本格的な書道レギュラー番組と称賛された。放映終了後は、再構成しビデオ版（VHS）としてリリース。

### 作品展示
- 2013年1月17日、18日　第37期棋聖戦 七番勝負 張栩 棋聖 対 井山裕太 本因坊　第1局会場※にて屏風作品を会期中展示　二曲屏風作品　出典：琉球新報　YouTube　 ※沖縄ハーバービューホテルクラウンプラザ（那覇市）

### イベント他
- 新春1,000人書初め席書大会 第25回大会2015年まで毎年開催された。

（第1回大会800人参加那覇商業高校にて、那覇市立体育館、沖縄県立武道館にて開催) 

### CM出演
- 沖縄食糧 「でいご」登場篇  30秒、15秒  1995年11月

(CMあらすじ) 沖縄の米所新緑の田んぼの中約２0畳敷の白い床。
書家 茅原南龍が登場しブランド名「でいご」を大揮毫。笑顔でお茶碗片手に出来立てのご飯を美味しそうに食するという構成。(ロケ地) 沖縄県北部 名護市羽地

### WEB
- 月刊書道「一心」誌連動企画 お手本動画『龍門・書道ねっと！』（実技・出演：茅原南龍）2003年4月-2019年１月配信

### 音楽
- 「於茂登岳賛歌」(おもとだけさんか) 唄・作曲:大工哲弘 作詞:茅原南龍

2021年11月9日13日(土) 「耕不尽」(たがやせどもつきず) 書家 茅原南龍書業60周年記念展5日目特別実技講演会の前座として同郷の唄者 大工哲弘(だいく てつひろ・八重山民謡)氏により初披露された。両氏は同郷であり、ゆかりの八重山民謡とぅばらーま調で表現されている。

## 著書
- 漫画「龍が舞う」 書家 茅原南龍 自伝 絵・文 山里秀太(ANINE ART WORKS) 2021年９月発売
- 千字文を學ぶ（芸術新聞社） 2015年（平成27年）3月24日発行 ISBN 978-4-87586-443-1 / C0071
- ひらがなと字源レッスンブック（芸術新聞社） 2014年（平成26年）12月10日発行 ISBN 978-4-87586-423-3 / C2076
- 琉球漢詩の旅（出版：琉球新報社編、訳：上里賢一選、書：茅原南龍） 2001年（平成13年）4月発売
- 書道研究「一心」（月刊書道専門誌・教本）（前身は実務書の学習、実務書道誌・龍門）